# Mangelia costulata
Mangelia costulata là một loài ốc biển, là động vật thân mềm chân bụng sống ở biển trong họ Conidae, họ ốc cối.

## Phân bố
Loài này phân bố ở vùng biển châu Âu.

## Hình ảnh

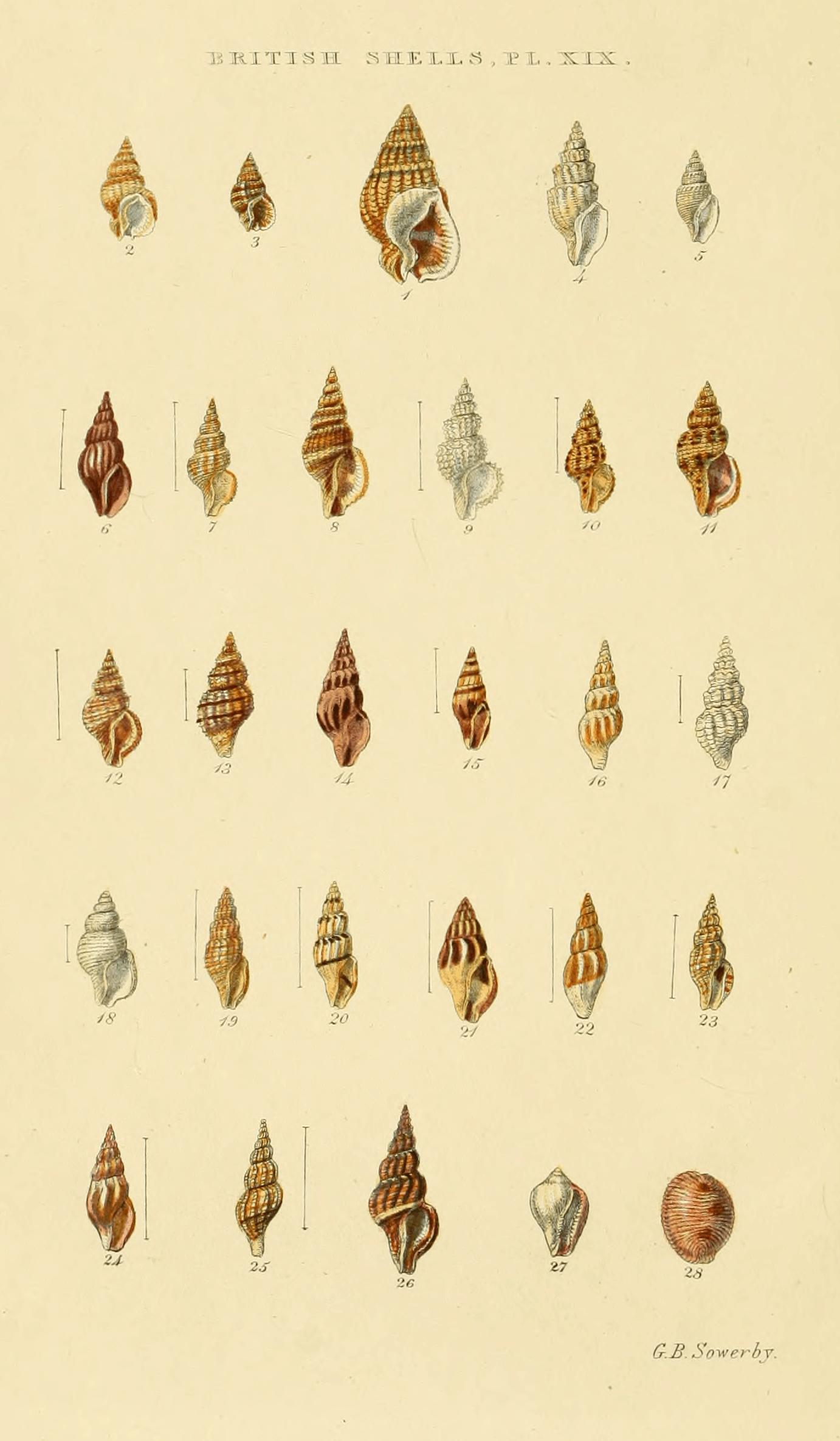